# ファイブ・フィート・アパート
『ファイブ・フィート・アパート』（原題:Five Feet Apart）は2019年に公開されたアメリカ合衆国のドラマ映画である。監督はジャスティン・バルドーニ、主演はヘイリー・ルー・リチャードソンとコール・スプラウスが務めた。なお、本作はバルドーニの長編映画監督デビュー作である。
本作は日本国内で劇場公開されなかったが、2021年10月1日にNetflixでの配信が始まった。

## あらすじ
17歳のステラ・グラントは嚢胞性線維症を患っており、人生のほとんどを病院の中で過ごしてきた。接触感染のリスクを低減するためとはいえ、その生活は規則だらけかつ単調なものであった。そんなある日、ステラは同じ病気を抱える青年、ウィル・ニューマンと出会った。2人はあっという間に恋に落ちたが、病気のためにキスすることはおろか、抱き合うことすら叶わなかった。嚢胞性線維症の患者は常に他者から6フィートの距離を保つ必要があったのである。しかし、2人が親密になるにつれて、そのルールを破りたいという気持ちはどんどん大きくなっていった。
ステラの悩みの種はもう一つあった。それはウィルが治療に抵抗していることであった。ステラはウィルに生きることの素晴らしさを伝えようとしたが、上手く言葉にすることができなかった。長らく入院生活を送ってきたステラにとっても、生きる喜びは抽象的な概念に過ぎず、具体的なものではなかったのである。

## キャスト
※括弧内は日本語吹替。
- ヘイリー・ルー・リチャードソン - ステラ・グラント（合田絵利）
- コール・スプラウス - ウィル・ニューマン（河本啓佑）
- モイセス・アリアス - ポー（小林大紀）
- キンバリー・エイベア・グレゴリー - バーブ（斉藤貴美子）
- パーミンダ・ナーグラ - ハミッド医師（森夏姫）
- クレア・フォーラニ - メレディス（北斗利佳）
- エミリー・バルドーニ - ジュリー（愛ともえ）
- シンシア・エヴァンス - エリン（今泉葉子）
- ゲイリー・ウィークス - トム（関口雄吾）
- ソフィア・バーナード - アビー（佐久間友理）
- セシリア・リール - カミーラ（熊谷海麗）

## 製作
2017年1月26日、ジャスティン・バルドーニ監督が新作映画の製作に着手したと報じられた。2018年1月30日、コール・スプラウスの出演が決まったとの報道があった。4月12日、モイセス・アリアスとヘイリー・ルー・リチャードソンがキャスト入りした。11月20日、本作のノベライズ版が発売された。
本作の主要撮影は2018年5月25日にルイジアナ州ニューオーリンズで始まり、同年6月26日に終了した。

### 音楽
2018年10月31日、ブライアン・タイラーとブレトン・ヴィヴィアンが本作で使用される楽曲を手掛けるとの報道があった。2019年3月15日、レイクショア・レコーズが本作のサウンドトラックを発売した。

## マーケティング・興行収入
2018年11月2日、本作のティーザー・トレイラーが公開された。2019年2月13日、本作の予告編第2弾が公開された。
本作は『囚われた国家』及び『みんなあつまれ! ワンダーパーク』と同じ週に封切られ、公開初週末に1050万ドル前後を稼ぎ出すと予想されていたが、実際の数字はそれを上回るものとなった。2019年3月15日、本作は全米2803館で公開され、公開初週末に1319万ドルを稼ぎ出し、週末興行収入ランキング初登場3位となった。

## 評価

### 患者及びその家族からの批判
嚢胞性線維症の患者及びその家族の一部は本作に対して否定的な評価を下している。本作のタイトルは嚢胞性線維症基金が推奨している6フィート・ルールに由来するものであるが、「何故数字を6から5に変更したのか」「難病を利用しているだけではないか」という批判の声が上がった。

### 批評家からの評価
本作に対する批評家の評価は平凡なものに留まっている。映画批評集積サイトのRotten Tomatoesには128件のレビューがあり、批評家支持率は53%、平均点は10点満点で5.7点となっている。サイト側による批評家の見解の要約は「ヘイリー・ルー・リチャードソンの演技によってグンと出来が良くなってはいるが、手垢にまみれた表現で塗り固められている作品でもある。『ファイブ・フィート・アパート』は観客の心の琴線に触れてはいるが、予想されたほどではない。」となっている。また、Metacriticには27件のレビューがあり、加重平均値は53/100となっている。なお、本作のCinemaScoreはAとなっている。